# Полицајац са Беверли Хилса 2
Полицајац са Беверли Хилса 2 (енгл. Beverly Hills Cop II) је америчка акциона-комедија из 1987. године. Насловну улогу тумачи Еди Марфи као Аксел Фоли, паметан улични полицајац из Детроита који стиже на Беверли Хилс у Калифорнији, да реши покушај убиства свог пријатеља поручника Ендру Богомила. Џаџ Рејнхолд, Џон Ештон, Рони Кокс, Јирген Прохнов, Бригит Нилсен и Пол Рајзер се појављују у споредним улогама.

## Радња
Детектив Аксел Фоли (Еди Марфи) поново путује на Беверли Хилс, овог пута да би открио међународне трговце оружјем. Капетан Богомил (Рони Кокс) из полиције Беверли Хилса рањен је, током истраге велике пљачке. Када то сазна, Аксел одмах одлази да помогне у идентификацији починилаца. Да би дошао до новог шефа полиције Беверли Хилса, Аксел се представља као тајни агент ФБИ. 

## Улоге
| Глумац              | Улога                  |
| ------------------- | ---------------------- |
| Еди Марфи           | детектив Аксел Фоли    |
| Џаџ Рејнхолд        | детектив Били Роузвуд  |
| Џон Ештон           | наредник Џон Тагарт    |
| Рони Кокс           | капетан Ендру Богомил  |
| Ален Гарфилд        | шеф Харолд Лац         |
| Дин Стоквел         | Чарлс Чип Кејн         |
| Бригит Нилсен       | Карла Фрај             |
| Јирген Прохнов      | Максвел Дент           |
| Пол Гилфојл         | Никос Томополис        |
| Роберт Риџли        | градоначелник Тед Иган |
| Пол Рајзер          | детектив Џефри Фридман |
| Гилберт Готфрид     | Сидни Бернстајн        |
| Брајан О’Конор      | детектив Бидл          |
| Гил Хил             | инспектор Даглас Тод   |
| Алис Адер           | Џен Богомил            |
| Том Бауер           | Рас Филдинг            |
| Хју Хефнер          | сам себе               |
| Френк Пеш           | Карлота                |
| Крис Рок            | паркинг портир         |
| Роберт Пасторели    | Вини                   |
| Томи „Тајни” Листер | Орвис                  |